# Orquestra de Cambra de la Diputació de Girona
L'Orquestra de Cambra de la Diputació de Girona fou una orquestra de cambra de Girona que va néixer de l'ampliació del Quintet Vienès. Els principals promotors foren, com citen textualment els mateixos estatuts, "personalitats de reconegut prestigi musical". Alguns del més importants foren Gabriel Gómez, Àngel Bellsolà, Santiago Sobrequés i Bartomeu Vallmajó.

## Història
Des de la Diputació se li va oferir el suport institucional, amb el patrocini i una subvenció anual de 30.000 pessetes de l'època. El dia 3 de febrer de 1955 es va presentar en públic l'Orquestra de Cambra de la Diputació de Girona, dirigida, en aquell moment, per Rafael Tapiola i Gironella. Tot i això, anteriorment, el dia 28 de gener s'havia fet una presentació oficial i privada per a les autoritats al Saló de Pergamins, amb assistència del president de la Diputació, Pere Bretcha. L'orquestra estigué formada en aquestes primeres presentacions per Joan Guillaume, Josep Freixas i Consol Oliveras i Casademont com a violins primers, Joan Bataller i Admetlla, Antoni Bohigas, Joan Baró i Francesc Figueras com a violins segons, Ferran Prunell i Cruz, Josep Maria Carbonell i Martí Bagudà i Bellapart com a violes, Joan Prat i Josep Maria Serra com a violoncels i Mariano Corbí com a contrabaix.
Tapiola en va ser director des de l'any 1955 fins al 1964, quan Lluís Bevià Amat començà a exercir-la. Prèviament, el senyor Amat havia estat director de la banda de música militar. Fou llavors, l'any 1965, quan el violinista solista Joan Guillaume prengué la direcció, amb l'ajuda de Josep Maria Surrell, fins al 1982. Lluís Albert en va ser a partir d'aquell moment el director, i fins a la desaparició de la formació.
Entre totes les nombroses actuacions que va realitzar durant la seva trajectòria musical se'n destaquen una matinal al Palau de la Música de Barcelona, l'any 1958; dos concerts a l'Institut Britànic i un concert en honor de Pau Casals. Durant el seu període d'existència, l'orquestra va acompanyar corals de Girona i dels voltants, de les quals també en va prendre alguns instrumentistes. El seu repertori es basava en obres gironines, principalment d'Albert Cotó, Joan Carreras i Dagas i Melchor de Ferrer, moltes d'elles arranjades i/o adaptades per Lluís Albert. Els últims concerts van tenir lloc durant el 1996.